# 盾龜龍屬

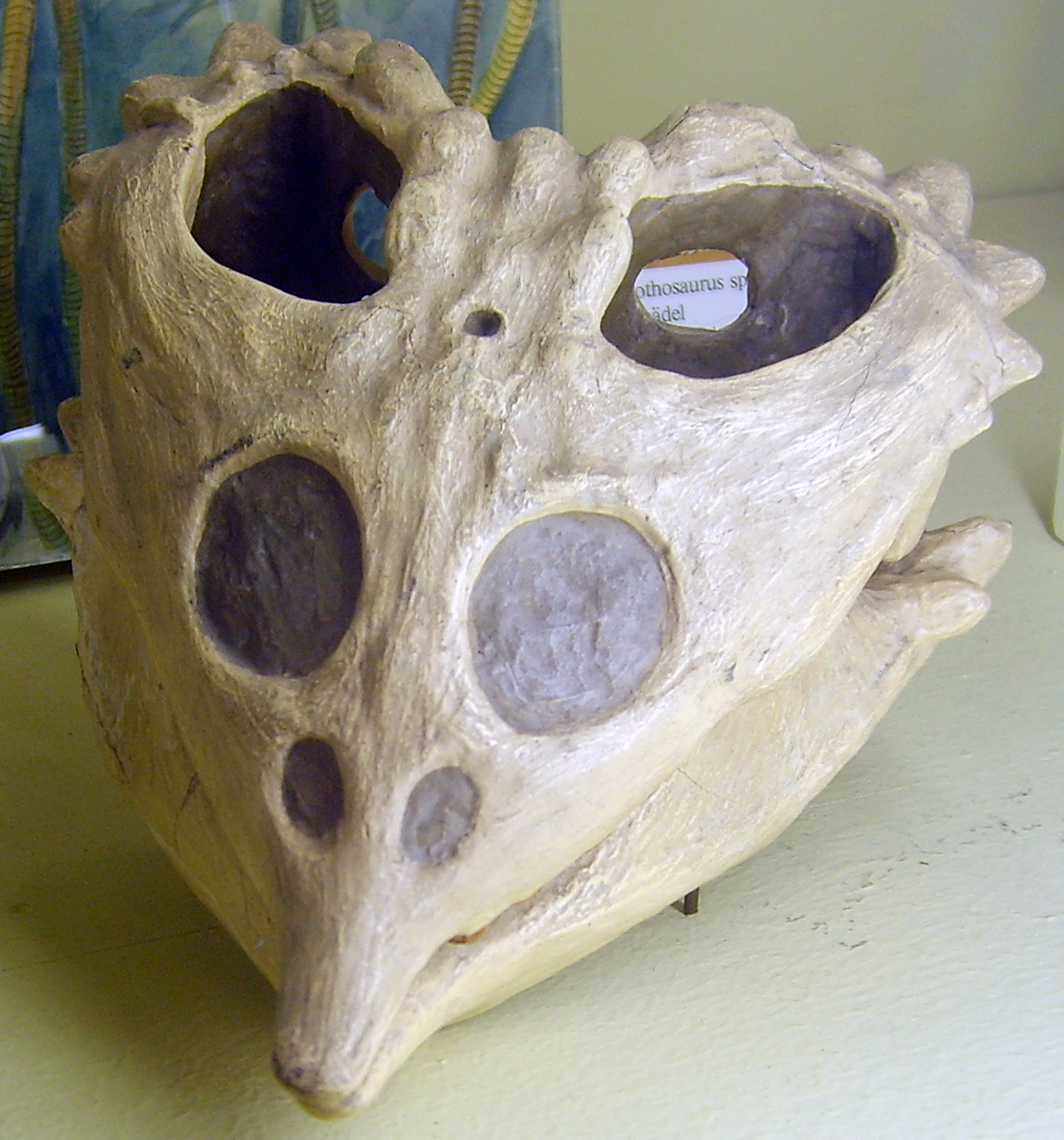
盾龜龍的頭骨

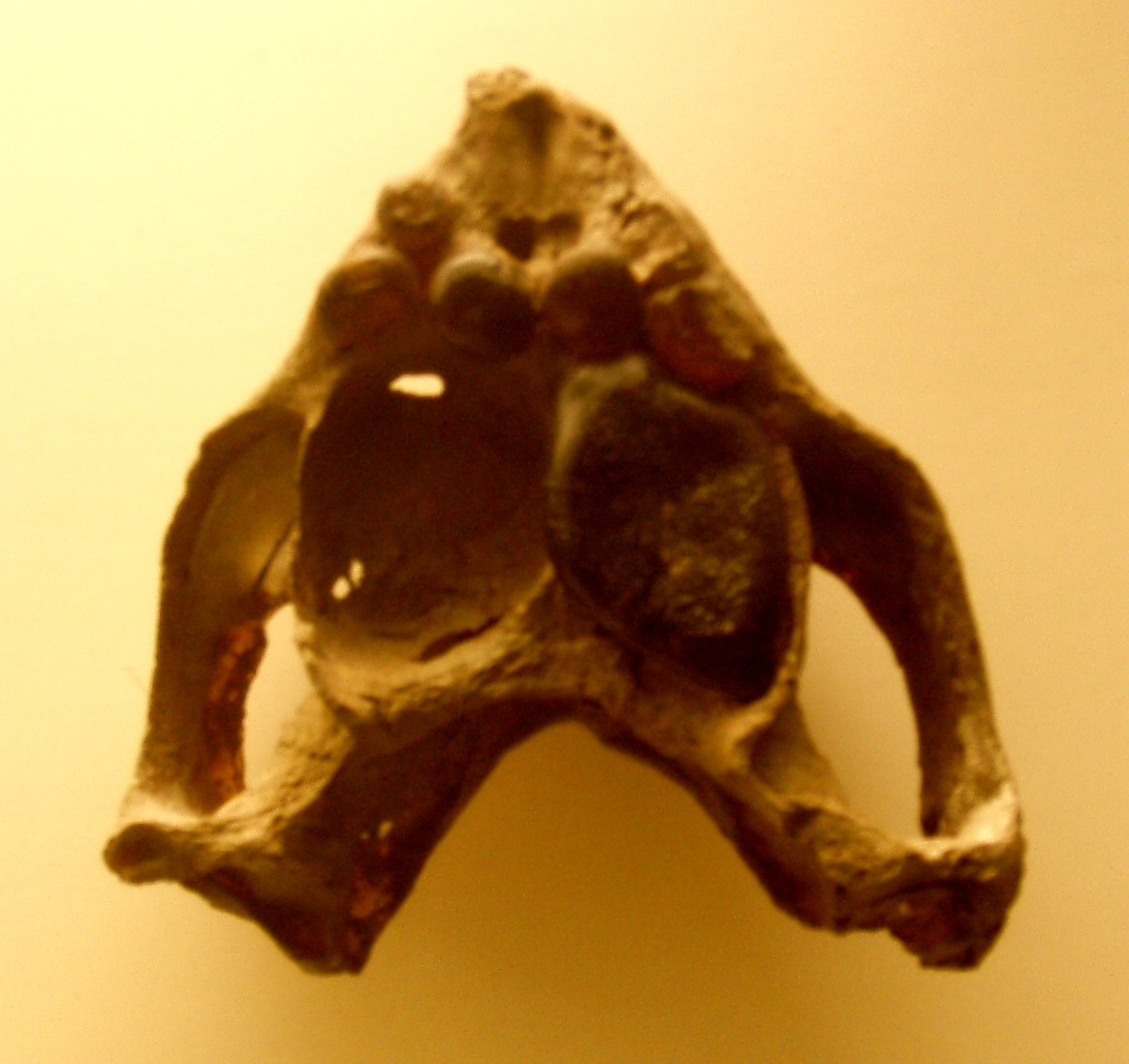
盾龜龍的頭骨下側

盾龜龍屬（屬名：Placochelys）又名鎧甲楯齒龍、龜龍，屬名意為「平板烏龜」，是種已滅絕的楯齒龍類，生存於三疊紀。盾龜龍身長約90公分（3呎）。
盾龜龍外表非常類似現代海龜，牠們擁有平坦但有瘤狀物的甲殼、以及結實的頭顱。鎧甲楯齒龍的口鼻部呈喙狀，幾乎沒有牙齒，但有特化過的寬廣牙齒，可用來壓碎甲殼類的外殼。盾龜龍具有類似海龜的鰭狀肢，適合在海中生存，但盾龜龍具有明顯的腳趾。此外，盾龜龍具有短尾巴。盾龜龍的化石被發現於德國。